# Ах-Аг
Ах-Аг — гірська вершина в системі гірського Кавказу (Великий Кавказ) на території Гагрського району Абхазії, Грузія. Розташована на північному сході хребта Тепебаше.
Гора представлена двома куполоподібними вершинами, які разом зі снігом, що їх вкриває, дуже нагадують Ельбрус. На південній вершині встановлено пункт триангуляції. В травні 1985 року було проведено нівелювання обох вершин і визначено відстань між ними. Висота південної вершини більша на 1 м за північну, а відстань між ними становить 292 м. Таким чином, південна вершина має висоту 2731 м, а північна — 2732 м.